# セント・アンドリューズ・ホール・アンド・ブラックフライアーズ・ホール (ノリッジ)

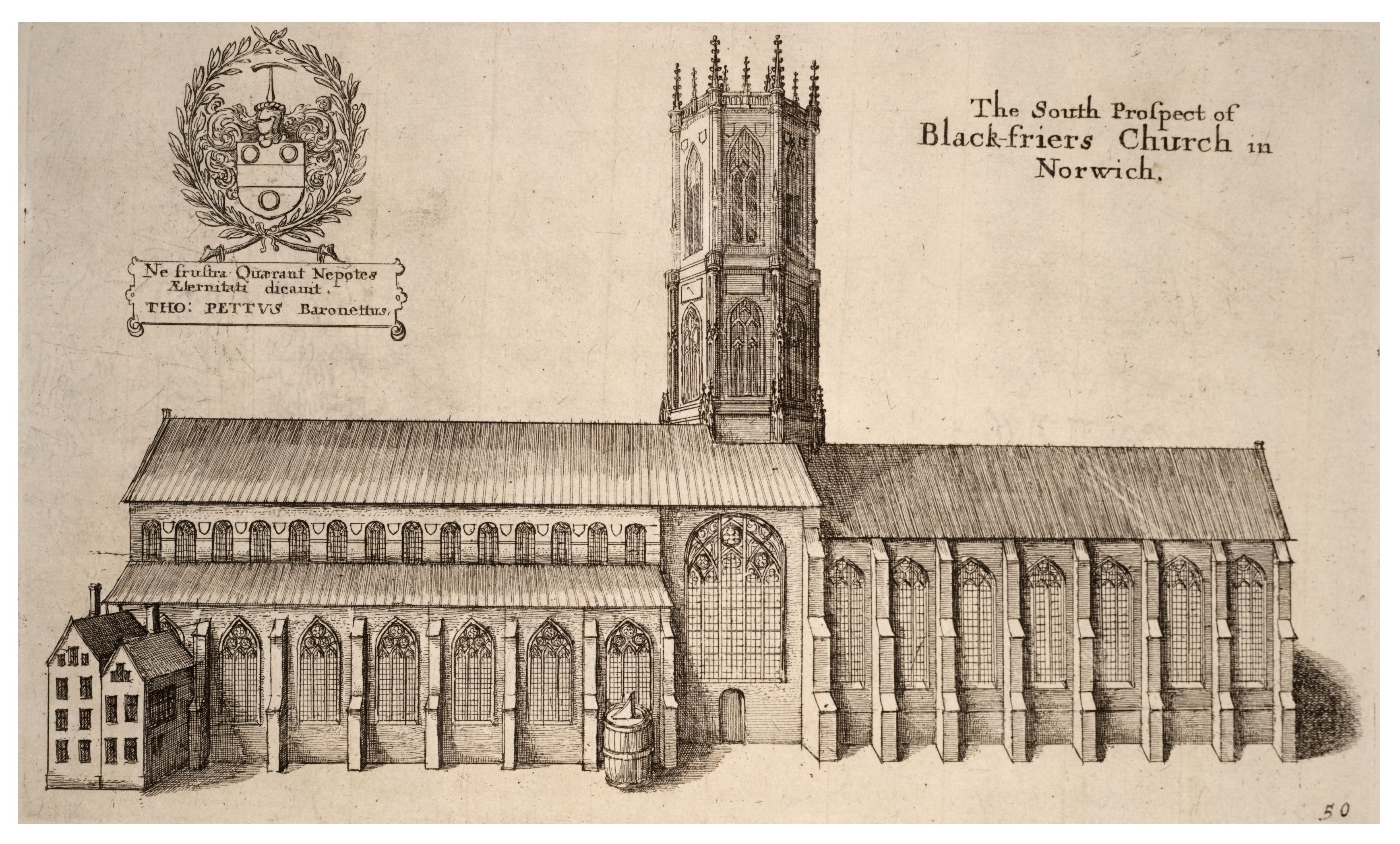
ウィリアム・ダグデール著『Mnasticon Anglicanum』用に制作された17世紀のブラックフライアーズ・ホールの版画（ヴァーツラフ・ホラー作）

セント・アンドリューズ・ホール・アンド・ブラックフライアーズ・ホール（英: St Andrew's Hall and Blackfriars' Hall、ザ・ホールズ（The Halls）とも）はイングランドのノーフォーク州シティ・オブ・ノリッジにある修道会教会および女子修道院施設であり、その起源は14世紀まで遡ることができる。この複合施設はイングランドに現存する修道院施設の中で最も完全に近い状態にある。この複合施設の目玉はセント・アンドリュー・ホールである。現在、このホールは会議、結婚式、コンサート、ビール・フェスティバルや会合などで使用されていて、最大収容人数は1,200名である。ここはノリッジ12遺産のひとつになっている。

## 歴史
13世紀半ば、セント・アンドリューズ教会と聖ペトロ・ハンゲイト教会の小教区であるノリッジに大袋の修道士と呼ばれる修道会が定住した。しかし、その集団は14世紀初頭になって減少しつつあった。1307年、修道衣の色から黒衣の修道士と呼ばれたドミニコ会も最後に残った修道士たちの世話をすることを条件に勅許によりこの地を引き継いだ。

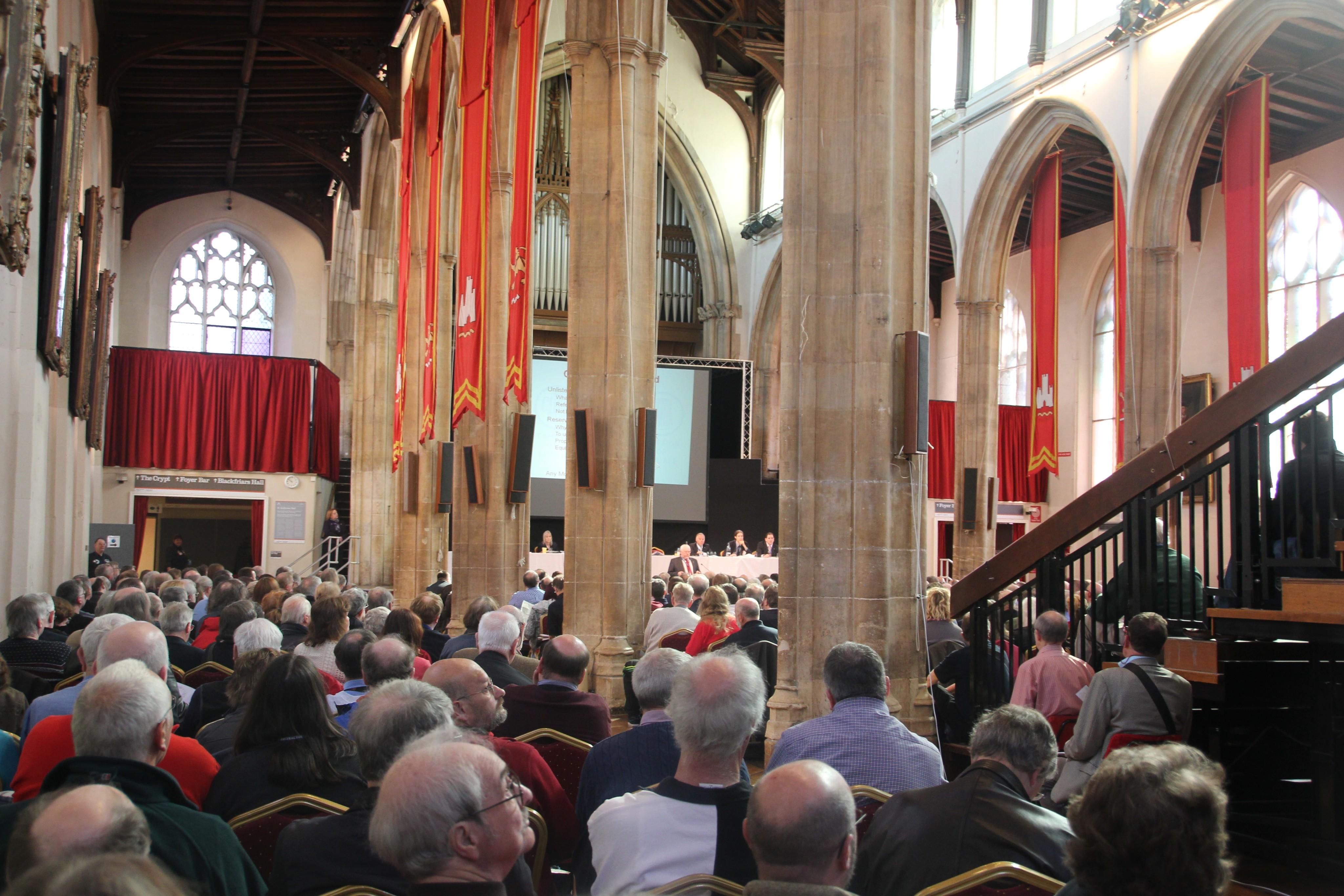
セント・アンドリューズ・ホールの内観

最初の教会建築物は1413年に発生した市の大部分を破壊した大火災により破壊された。今日も現存している2番目の教会建築物は1470年に完成した。現在、新しい教会の身廊はセント・アンドリューズ・ホール、5区画ある内陣はブラックフライアーズ・ホールとなっている。またここには地下聖堂、礼拝堂やクロイスターも存在する。
イングランド宗教改革の際には市自治体がこの場所を保護し、「公共ホール」として利用するために国王から買い取った。それ以降、この複合施設は礼拝用であったり、造幣局や救貧院としても利用されている。1544年にヘンリー・フーラーの就任を祝う最初の市長宴会が行われて以来、市民行事向けに頻繁に利用されている。1824年から行われているイングランドで3番目に古い芸術祭であるノリッジ・トライエニアル・フェスティバルはここで始まった。